# Gabriel Vaccari
Gabriel Vaccari Kavalkievicz (Curitiba, 25 dicembre 1996) è un pallavolista brasiliano, schiacciatore del Sada.

## Biografia
Fratello maggiore del pallavolista Thiago Vaccari, è sposato con la sorella del pallavolista Douglas Pureza.

## Carriera
La carriera di Gabriel Vaccari inizia quando, dopo aver mosso i primi passi a livello scolastico, entra a far parte del settore giovanile del Sesi: fa la sua prima esperienza da professionista partecipando con la seconda squadra del club alla Superliga Série B 2016, venendo quindi promosso in prima squadra ed esordendo in Superliga Série A nella stagione 2016-17; nel corso del biennio trascorso con la formazione paulista si aggiudica due edizioni della Coppa San Paolo.
Nel campionato 2018-19 viene ingaggiato dal BVC, dove trascorre tre annate e conquista un Campionato Paulista, approdando poi per la prima volta all'estero, dove, nella stagione 2021-22, indossa la casacca del Tourcoing, nella Ligue A francese. Rientra in patria nella stagione seguente, grazie all'ingaggio da parte del Sada, vincendo un Campionato Mineiro, una Supercoppa brasiliana, una coppa nazionale, un campionato sudamericano per club, uno scudetto e un Campionato mondiale per club.

### Nazionale
Fa parte della nazionale brasiliana Under-21 che conquista la medaglia d'oro al campionato sudamericano 2014 e alla Coppa panamericana 2015, oltre a partecipare al campionato mondiale 2015, chiuso al quarto posto; con l'Under-23 vince invece l'oro al campionato sudamericano 2016.
Nel 2021 debutta in nazionale maggiore, aggiudicandosi l'oro alla Volleyball Nations League e al campionato sudamericano.

## Palmarès

### Club
- Campionato brasiliano: 1

2022-23
- Coppa del Brasile: 1

2023
- Supercoppa brasiliana: 1

2022
- Campionato mondiale per club: 1

2024
- Campionato sudamericano per club: 1

2023
- Campionato Paulista: 1

2020
- Campionato Mineiro: 1

2022
- Coppa San Paolo: 2

2016, 2017

### Nazionale (competizioni minori)
- Campionato sudamericano Under-21 2014
- Coppa panamericana Under-21 2015
- Campionato sudamericano Under-23 2016